# Alec Benjamin

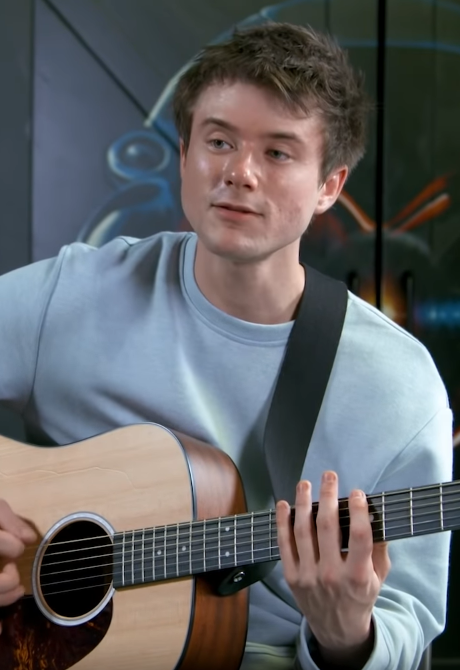
Alec Benjamin

Alec Shane Benjamin (n. 28 mai 1994, Phoenix, Arizona, SUA) este un  cântăreț-compozitor american. 
El este cunoscut pentru melodiile "If We Have Each Other", "Let Me Down Slowly" și "Mind Is A Prison". El este puternic influențat de Eminem, John Mayer, Paul Simon și Ben Gibbard. 

## Discografie
Mixtapes
- 2013: Mixtape 1: America
- 2018: Narat pentru tine

Single
- 2014: Paper Crown
- 2016: End of the Summer
- 2017: I Built a Friend
- 2017: Last of her kind
- 2018: Let Me Down Slowly
- 2018: Boy in the Bubble
- 2018: If We Have Each Other
- 2018: Death of a Hero
- 2018: Outrunning Karma
- 2018: 1994
- 2018: If I Killed Someone for You
- 2019: Let Me Down Slowly
- 2019: The Saddest Song
- 2019: Must Have Been the Wind
- 2019: Jesus in LA
- 2019: Mind is a Prison
- 2020: Demons

Alte
- 2016: New York Soul (partea a II-a)

## Legaturi externe
- Site oficial
- Alec Benjamin pe Warner Music
- Alec Benjamin    în